# 어웨이 (2019년 영화)
《어웨이》(Away)는 라트비아에서 제작된 긴츠 질발로디스 감독의 2019년 애니메이션, 모험, 무성 영화이다. 영화 제작자 긴츠 질발로디스는 이 영화는 악보를 쓰고 레코딩하였다. 마야라는 프로그램을 사용하여 만든 컴퓨터 애니메이션 영화이다.
2019 안시 국제 애니메이션 영화제에서 Contrechamp Award를 수상했다. 도쿄 영화제와 런던 국제 애니메이션 페스티벌에서도 상영되었다.